# Liste des fontaines de Paris disparues
Cet article tente de recenser les principales fontaines disparues de Paris, en France.
Beaucoup des fontaines de Paris bâties durant les siècles ont été remplacées ou détruites. Cette liste recense les fontaines disparues les plus connues. Pour certaines, une confusion dans les noms d'usage peut exister.

## Quelques fontaines disparues

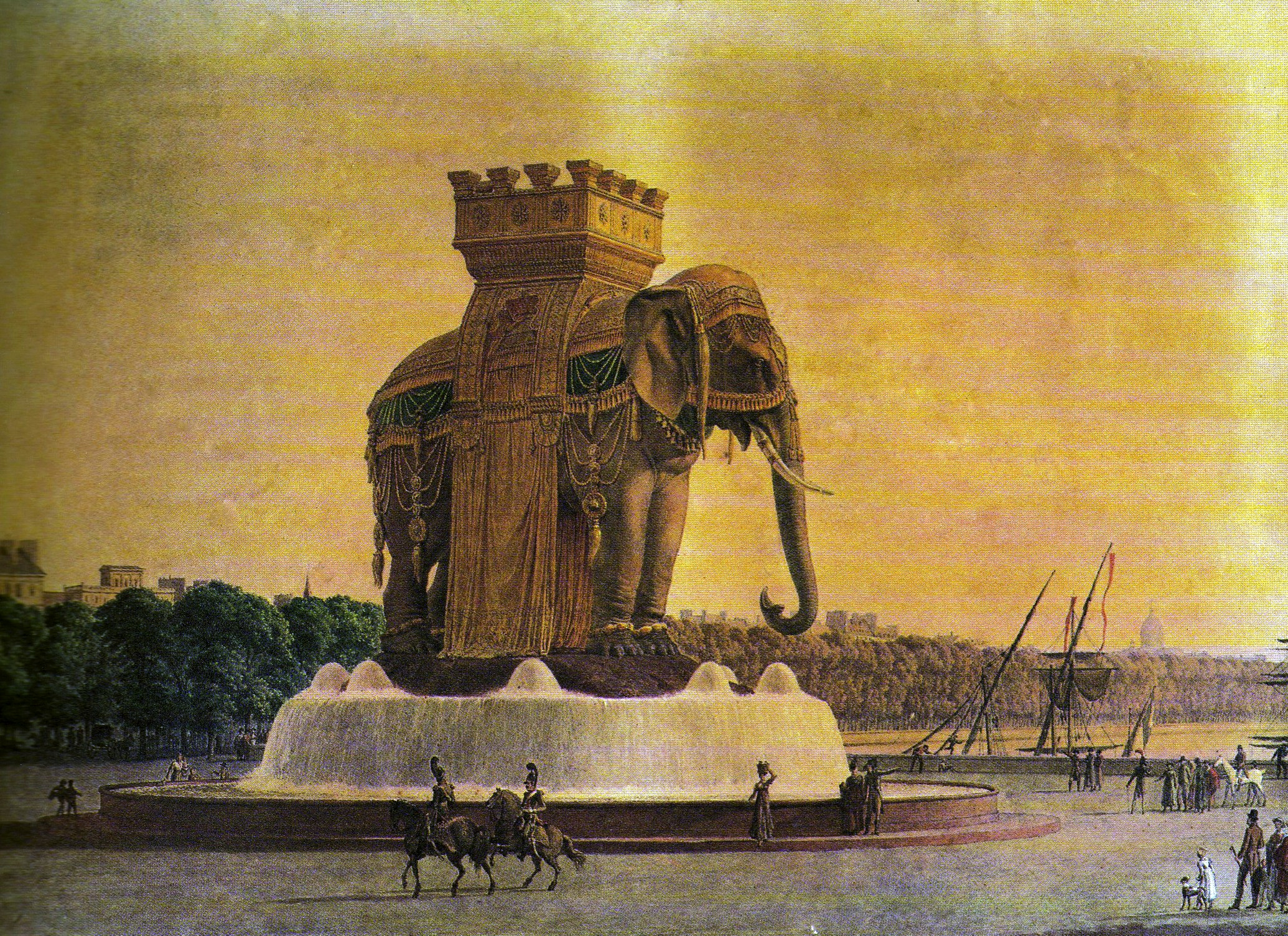
Éléphant de la Bastille.

### 1erarrondissement
Petits-
- Fontaine de la pointe Saint-Eustache (1806-avant 1855); rue de la Pointe Saint-Eustache.
- Fontaine Desaix (1803-1874), place Dauphine transportée à Riom.
- Fontaine de la Pompe de la Samaritaine (1549-1816), sur le second arche du pont Neuf du côté du quai de la Corde. Construite en 1549 elle a été opérationnelle jusqu'à 1710 et détruite en 1816.
- Fontaine Sainte-Anne (1626-). Dans la cour du palais sur l'île de la Cité. Architecte Augustin Guilain et sculpteur Pierre Bernard.
- Fontaine de Pilori des Halles (1601-1820), dans l'ancien Marché des Halles pas loin du Pilori. Construite en 1601 par architecte Pierre Guillan et détruite vers 1820.
- Château d'eau du Palais-Royal (1719-1848), place du Palais-Royal.
- Château d'eau des Tuileries (1765-1820), à l'entrée des Jardins de Tuileries, angle de la rue Saint-Florentin et de la place Louis-XV
- Fontaine de l'Apport Paris (1623-). Dans le square en face du Grand Châtelet et au début de la rue Saint-Denis. Détruite au XIXe siècle.
- Fontaine du Diable également appelée fontaine de l’Échelle (1759-), à l'angle de la rue Saint-Louis et la rue de l’Échelle. Probablement par Jean-Baptiste Augustin Beausire.
- Fontaine du Marché-Saint-Honoré (1806-1956), construite sous le Premier Empire par l'architecte Molinos.
- Fontaine de la place de l’École (1806-1854), place de l’École. Par l'architecte François-Jean Bralle. Déplacée en 1835 et détruite ensuite.

### 2earrondissement
- Fontaine de la rue Montmartre (1713-), appelée aussi fontaine Desmarets, rue Montmartre, construite par Jean Beausire, architecte.
- Fontaine Louis-le-Grand (1707-1828), appelée aussi fontaine d'Antin, rue d'Antin, Jean Beausire, architecte. Remplacée par la fontaine Gaillon.
- Fontaine du Ponceau (1810-), rue des Égouts, angle de la rue Saint-Denis, Gerard, architecte.

### 3earrondissement
- Fontaine de l’Échaudé (1624-1880), appelée aussi fontaine des Marais du Temple, à l'angle de la rue Vieille-du-Temple et rue du Poitou, Augustin Guillatin, architecte, restaurée par Jean Beausire.
- Fontaine du marché Saint-Martin (1811-) à l’intérieur du Marché Saint-Martin. Construite entre 1811 et 1816 par Antoine-Marie Peyre, architecte.
- Fontaine du Temple (1700-), rue du Temple, Jean Beausire, architecte. Reconstruite pendant le Premier Empire par Louis-Simon Bralle et ensuite détruite.

### 4earrondissement
- Fontaine de Birague (1707-1856).

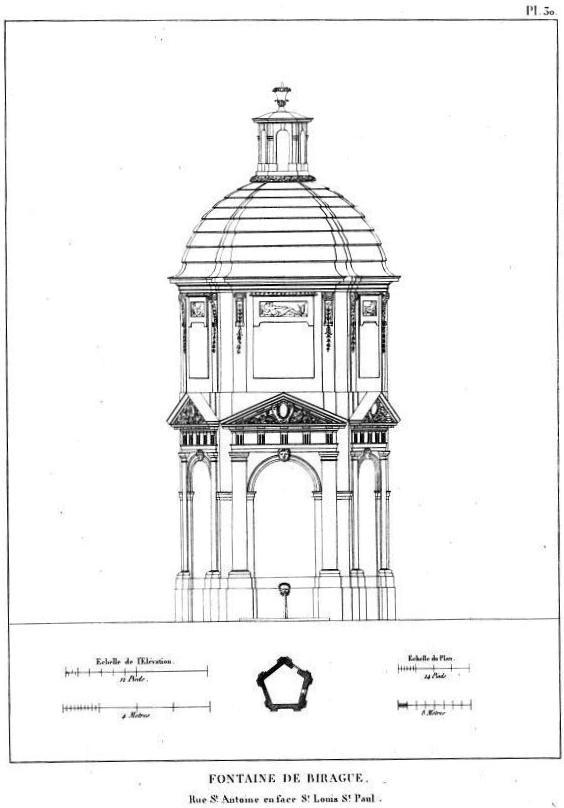
Schéma de la fontaine de Birague

- Fontaine de l'Apport-Baudoyer (1626-), place de l'Apport Baudoyer, Augustin Guillan, architecte.
- Fontaine de la Grève (1625-1674), place de Grève. Construite par Augustin Guillain, architecte et Franceso Bordini, sculpteur. Détruite en 1638 et reconstruite par le même architecte pour être finalement détruite en 1674.
- Fontaine du Parvis Notre-Dame (1625-1748), sur le parvis de Notre-Dame. Construite par l'architecte Augustin Guillain et Francesco Bordoni, sculpteur. Détruite en 1748 et remplacée en 1806 par une fontaine située dans une niche à l'entrée d'un bâtiment de l'hôtel-Dieu sur le côté sud du parvis et aujourd'hui lui aussi détruit.
- Fontaine des Tournelles (avant 1716-), située à l'angle de la rue des Tournelles et le square en face de la Bastille.
- Fontaine du marché Saint-Jean (1717-), place du marché Saint-Jean.
- Seconde fontaine du Parvis Notre-Dame (1806-), sur le parvis de Notre-Dame. Construite par l'architecte Louis-Simone Bralle et le sculpteur August-Felix Fortin. Les vasques de cette fontaine ont été transportées à l'hôpital Lariboisière.
- Fontaine du marché aux Fleurs (1809-), marché aux Fleurs, quai Desaix. Construite par l'architecte Molinos.
- Fontaine de la rue des Vielles-Garnisons, rue de la Tixéranderie, à l'angle de la rue des Vieilles-Garnisons. Construite sous Premier Empire. Louis-Simone Bralle, architecte.
- Fontaine de la rue des Lions-Saint-Paul. (-1840) Construite sous le Premier Empire par Louis Simone Bralle.

### 5earrondissement

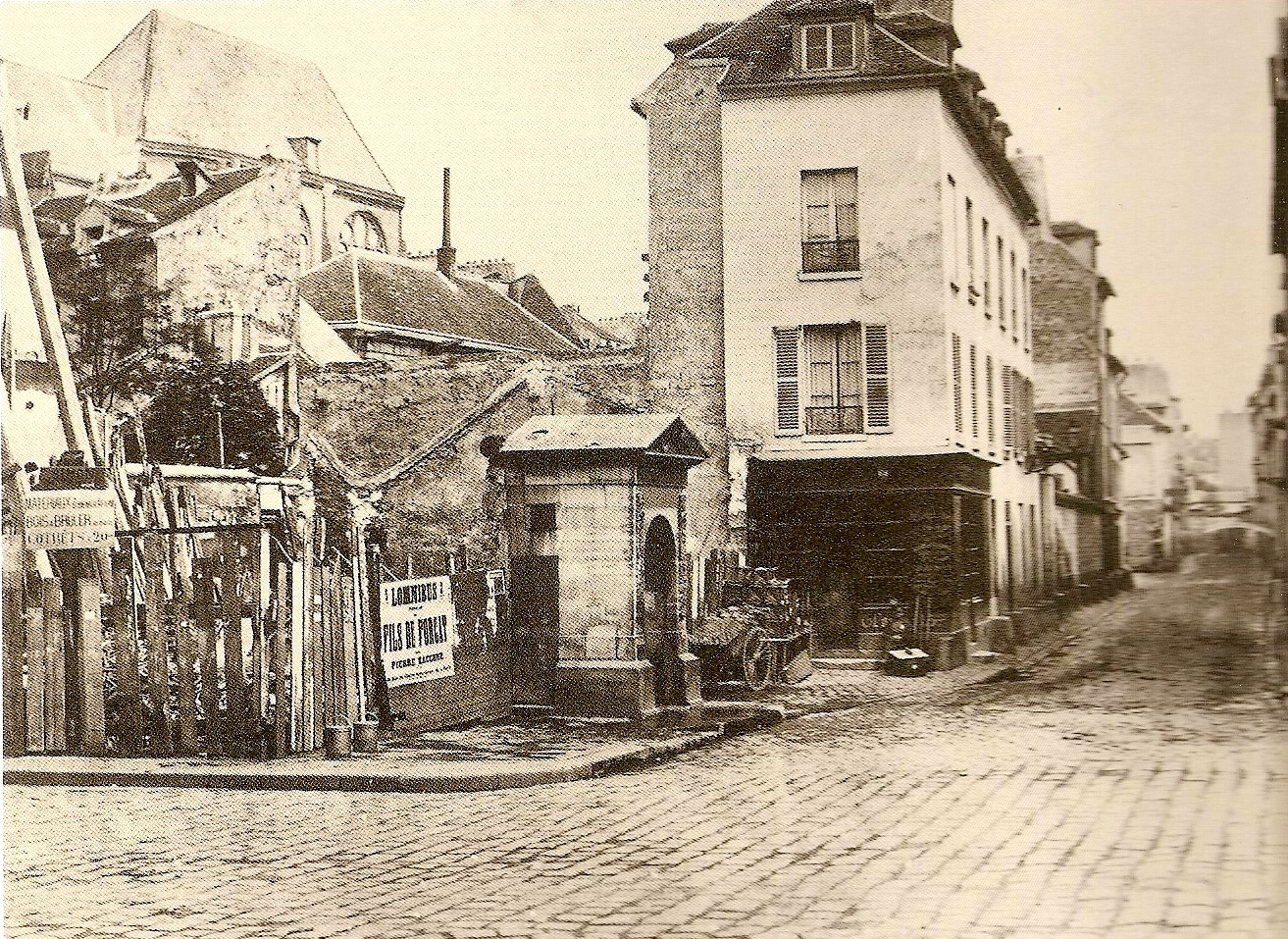
Fontaine Censier avant sa démolition.

- Fontaine Saint-Victor (1686-1840).
- Fontaine Saint-Benoît (1623-), place Cambrai, à côté de la rue Saint-Jacques, architecte Augustin Guillain. sculpteur Pierre Bernard.
- Fontaine de la Montagne Saint-Geneviève (1623-), rue de la Montagne Saint-Geneviève, Augusin Guillain, architecte et Pierre Bernard, sculpteur.
- Fontaine Maubert ou fontaine des Carmes (1623-), rue Maubert, Augustin Guillain, architecte et Pierre Bernard, sculpteur.
- Fontaine Saint Séverin (1625-), à l'angle de la rue Saint-Séverin et de la rue Saint-Jacques. Augustin Guillain, sculpteur. Reconstruite à l'identique par Jean Beausire en 1685.
- Fontaine de la Porte Saint-Michel (1684-), rue de la Harpe, construite par l'architecte Terrade.
- Fontaine de la place Maubert, place Maubert. Construite sous le Premier Empire par l'architecte Jean Rondolet.
- Fontaine des Carmélites ou fontaine Notre-Dame-Des-Champs (1625-1853), à l'angle de la rue Saint-Jacques et de l'impasse des Carmélites. Augustin Guillain, sculpteur.
- Fontaine de la Rue Censier (1806-1867), rue Censier, à l'angle de la rue Mouffetard. Architecte Louis-Simone Bralle, sculpteur Valois.

### 6earrondissement
- Fontaine de l'Institut (1811-1865), Antoine Vaudoyer, place de l'Institut (anciennement place du Palais des Beaux-Arts).
- Fontaine Saint-Côme, à l'angle de la rue de Codeliers et de la rue de la Harpe. Construite au XVIe siècle par Jean Beausire contre le mur de l’église Saint-Côme-Saint-Damien.
- Fontaine de la Charité ou fontaine Taranne (1677-1873), rue Taranne.
- Fontaine des Cordeliers (1717-1875), rue des Cordeliers, construite probablement par l'architecte Jean Beausire. Détruite lors du prolongement du boulevard Saint Germain.
- Fontaine de la place de l'Ecole-de-Médicine, (1807-1835). Jacques Gondoin, architecte.
- Fontaine de la rue du Regard (ou de la rue de Vaugirard) (1807-1855), par François-Jean Bralle, au niveau du croisement avec la rue de Vaugirard. Le bas relief principal est récupéré pour la fontaine de Léda au jardin du Luxembourg.
- Une des deux fontaines Childebert de l'ancienne rue d'Erfurth, remisée au musée Carnavalet, l'autre a été remontée au square Paul-Langevin dans le 5e arrondissement de Paris.

### 7earrondissement

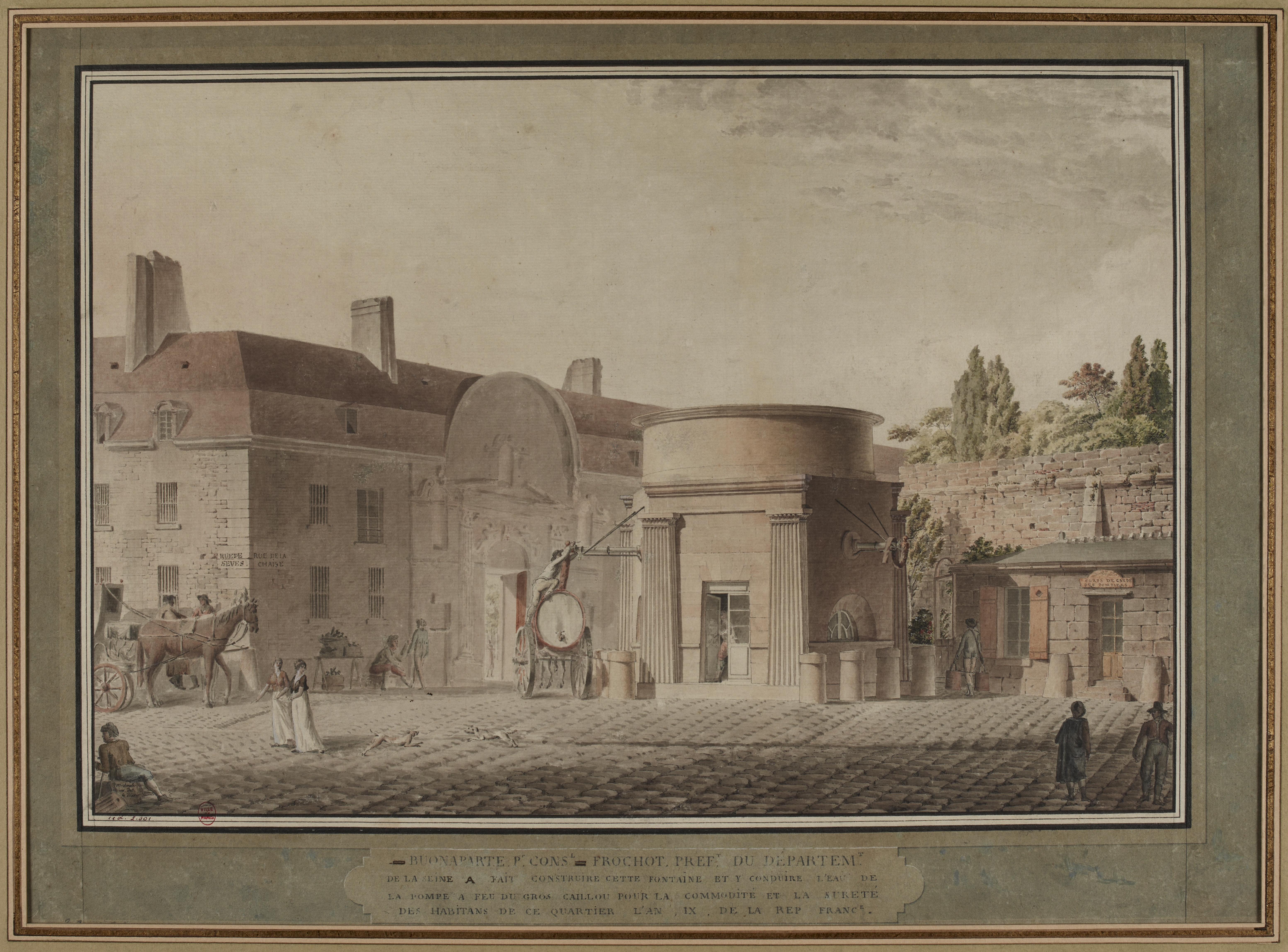
Fontaine du coin de la rue de Sèvres et de la rue de la Chaise. Au fond, l'entrée de l'hospice des Petits-Ménages.

- Fontaine des Invalides (1800-1840), esplanade des Invalides.
- Fontaine au coin de la rue de Sèvres et de la rue de la Chaise (1801-), en face de l'hospice des Petits-Ménages. Alimentée par la pompe à feu du Gros-Caillou.

### 8earrondissement
- Fontaine de Laborde (1852-1968), square Marcel-Pagnol, anciennement square de Laborde. Gabriel Davioud, architecte. Remplacée par la fontaine Marcel Pagnol en 1990.
- Fontaine Henri Bergson (1969-), place Henri-Bergson. 1969.

### 9earrondissement
- Fontaine Saint-Georges (1825-1904), place Saint-Georges. Auguste Constantin, architecte. Remplacée en 1911 par la fontaine Gavarni.

### 10earrondissement
- Fontaine Chaudron (1718-1861), à l'angle de la rue Chaudron et de la rue du Faubourg-Saint-Martin.
- Fontaine de la Porte-Saint-Denis, située rue Saint-Denis[1]
- Fontaine des Récollets également appelée fontaine Saint-Laurent, rue du Faubourg-Saint-Martin, alimentée par les eaux du Pré-Saint-Gervais initialement positionnée devant le couvent des Récollets.
- Fontaine de Saint-Lazare, située au faubourg Saint-Lazare, au coin de la rue Neuve-Saint-Laurent, adossée contre les murs de la foire Saint-Laurent[1]

### 11earrondissement
- Fontaine du Marché Lenoir, Marché Lenoir dans le Faubourg-Saint-Antoine. Construite au début du XIXe siècle.
- Fontaine du marché Popincourt (1837-), rue Ternaux.
- Fontaine Popincourt, aussi appelée fontaine de la Charité, fontaine du Pélican ou fontaine Saint-Ambroise (1808-1860), rue Popincourt. 	En subsiste un bas-relief sur le mur du 48, rue de Sévigné.
- Fontaine de l'Allégorie de la Liberté (1983-2006), place Léon-Blum (architecte : Bernard Fonquernie, sculpteur : Marcello Tommasi). En subsiste le bas-relief, entreposé dans les réserves de la Ville de Paris situées à Ivry-sur-Seine[2].

### 12earrondissement
- Fontaine de la Régénération (1793), place de la Bastille.
- Éléphant de la Bastille (1806, jamais terminée), place de la Bastille.
- Fontaine Sainte-Eugénie (1846-1906), 89 bis, rue de Charenton.

### 14earrondissement
- Fontaine des Capucins-Saint-Jacques (1848-1868), à l'angle du faubourg Saint-Jacques et du boulevard Port-Royal.

### 15earrondissement
- Fontaine Wassily-Kandinsky (1974-1980), place Wassily Kandinsky, Madame Balint de Jeckel, sculpteur.
- Fontaine de la Convention (1979-1994), 1 rue Alain-Chartier.

### 16earrondissement
- Fontaine de la place d'Eylau (1837-1901), place Victor-Hugo à côté de la place d'Eylau. Heudebert, architecte.

### 18earrondissement
- Fontaine de la porte de la chapelle (1935 - 2014), porte de la Chapelle. De style Art déco, elles sont déposées lors des travaux de la ligne 3 du tram puis détruites lors de leurs entreposage[3].

### 19earrondissement
- Fontaine Riquet (1978-), à l'angle de la rue de Flandres et de la rue Riquet. Martin S. Van Treeck, architecte.

### 20earrondissement
- Fontaine de la Réunion (1858-), parc de la Réunion, Paul-Eugène Lequeux, architecte.